# IMR-2
IMR-2 は、T-72の車体をベースにソ連で開発された装軌式重戦闘工兵車両である。IMRはインジェネルナヤ・マシナ・ラズグラジデニヤ(ロシア語: инженерная машина разграждения-2; ИМР-2)の略である。

## 機動力
IMR-2は、T-72で使用されているのと同じエンジンである多種燃料型液冷ディーゼルエンジンのV-72Mを搭載しており、路上最高速度50km/h、最大航続距離500kmを記録している。さらに、T-72と同じくトーションバー方式を採用していて2名の乗員により操縦が可能である。

## 運用国
- アゼルバイジャン - 2024年時点で、アゼルバイジャン陸軍が1両を保有[2]。
- ジョージア - 2024年時点で、ジョージア陸軍が保有[3]。